# Pesek v pesem
Pesek v pesem (COBISS) je pesniška zbirka Bine Štampe Žmavc, izšla je leta 1999 pri Pomurski založbi. 

## Vsebina
Pesek v pesem je prvo delo Bine Štampe Žmavc za odrasle bralce. Zbirko sestavlja petdeset sonetov, ki se natančno držijo forme klasičnega soneta. Pesmi, ki so na začetku krajinsko impresionistične, postajajo vse bolj lirične in preidejo v ljubezensko tematiko, tematiko minevanja in konca, nekaj pa jih obravnava tudi družbene tematike. Obravnava tematike letnih časov in ljubezen, ki premaguje čas in staranje. Posveti pa se tudi t. i. boleznim sodobne družbe, odtujenost in samozadostnost.